# قليل السكاريد الفركتوزي

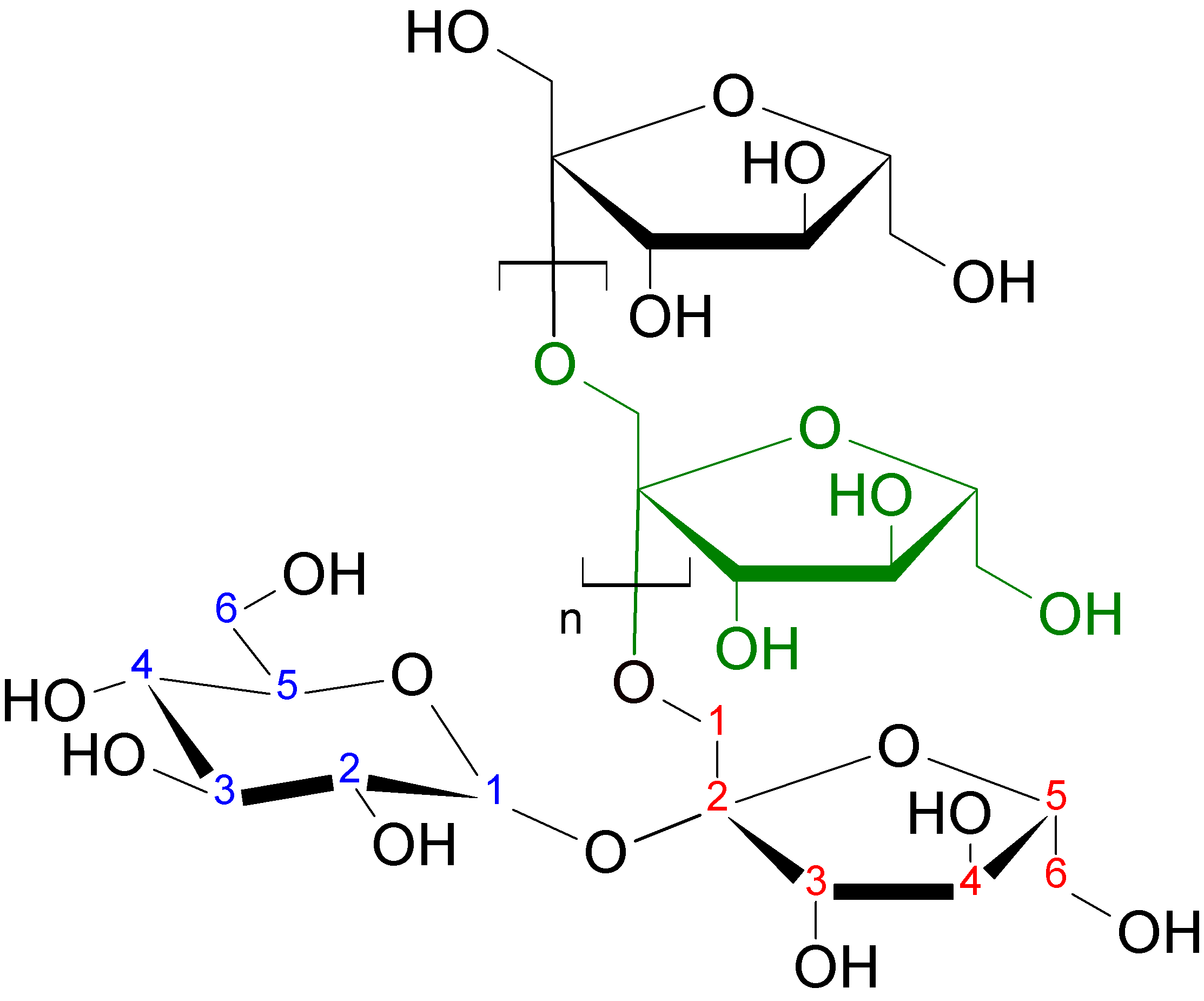

سكريات الأليجو الفركتوزية (Fructooligosaccharides) (FOS) أو تسمى أيضاً أوليجو فركتانز (oligofructose)هيسكريات قليلة التعدد تتكون من الفركتوز ويستخدم كبديلٍ للسكر. وتعطي حلاوة تزيد بحوالي 30-50%. ويتم تصنيعها عاده من شراب صيدلاني (syrups). تم البدء باستخدامها في الثمانينات [هل المصدر موثوق به؟]

## الحالة الكيميائية
يوجد نوعان من FOS لإنتاحها صناعياً وبشكل تجاري: 
* الأول يعتمد على inulin
* الثاني يعتمد على عملية transfructosylation